# Кучук-Дере
Кучу́к-Дере́ — курортный поселок в городе Сочи Краснодарского края. Входит в состав Лазаревского района города-курорта Сочи.

## География
Микрорайон находится у побережья Чёрного моря, вдоль федеральной автотрассы А-147 «Джубга-Адлер». Расположен в 34 км к юго-востоку от районного центра — Лазаревское, в 20 км к северу от Центрального Сочи и в 168 км к югу от города Краснодар (по прямой). 
Граничит с землями населённых пунктов: Лоо на север, Атарбеково на востоке и Нижнее Уч-Дере на юге. На западе микрорайон омывается водами Чёрного моря. Вдоль морского побережья проходит железнодорожная ветка Северо-Кавказской железной дороги. 
Кучук-Дере расположен в предгорной лесистой местности. При удалении от побережья моря, постепенно начинают возвышаться горные гряды и вершины. Средние высоты на территории аула составляют 42 метра над уровнем моря. Абсолютные высоты достигают 150 метров над уровнем моря. 
Гидрографическая сеть представлена в основном одноимённой речкой Кучук-Дере и родниковыми речками. В окрестностях микрорайона растут дикие винограды, черешни, чинар и т.д. 
Климат в микрорайоне влажный субтропический. Среднегодовая температура воздуха составляет около +14,0°С, со средними температурами июля около +24,5°С, и средними температурами января около +6,5°С. Среднегодовое количество осадков составляет около 1500 мм. Основная часть осадков выпадает в зимний период. 

## История
Местность на котором ныне располагается микрорайон Кучук-Дере до завершения Кавказской войны принадлежало убыхскому обществу — Вардане, которое в ходе мухаджирства было полностью выселено в Османскую империю.
В 1869 году низовье речки Кучук-Дере была приобретена в имение русским этномологом Александром Александровичем Старком.
В конце XIX века имение Старка было выкуплено графом Шереметевым Сергеем Дмитриевичем. После Октябрьской революции в 1917 году, Шереметьевы проживавшие в имении покинули Россию.
В 1947 году в низовьях речки Кучук-Дере была построена санатория «Магадан», которая стала своего рода градообразующим для посёлка Кучук-Дере.
10 февраля 1961 года посёлок Кучук-Дере был включён в состав города-курорта Сочи, с присвоением населённому пункту статуса внутригородского микрорайона.
Ныне микрорайон Кучук-Дере часто указывается частью села Нижнее Уч-Дере Верхнелооского сельского округа, а в других данных частью посёлка Лоо.

## Инфраструктура
Основными объектами социальной инфраструктуры в микрорайоне являются — санаторий «Магадан» и музей-усадьба на Подлесной. У северной окраины микрорайона расположена средняя школа № 77 города Сочи. 

## Улицы
Главными улицами в микрорайоне являются — улица Декабристов и улица Астраханская, между которыми и расположена основная часть жилого сектора микрорайона. 